# Cross & Cross
Cross & Cross (1907–1942) fue un estudio de arquitectura con sede en la ciudad de Nueva York fundado por los hermanos John Walter Cross y Eliot Cross.

## Historia
Cross & Cross era conocido como el estudio de arquitectura elegido por Old New York City Society. John Cross (1878–1951) estudió arquitectura en la Universidad de Columbia y en la École des Beaux-Arts de París y se desempeñó como la mitad creativa de la asociación, mientras que Eliot Cross (1884–1949) se centró en el desarrollo del negocio, en particular a través de su papel como presidente de la junta directiva de la firma de desarrollo inmobiliario de Webb and Knapp, que organizó en 1922. Las dos firmas compartieron espacio de oficinas en el edificio Knapp en Madison Avenue. En 1942, John Cross fue elegido miembro de la Academia Nacional de Diseño como académico asociado.

## Comisiones

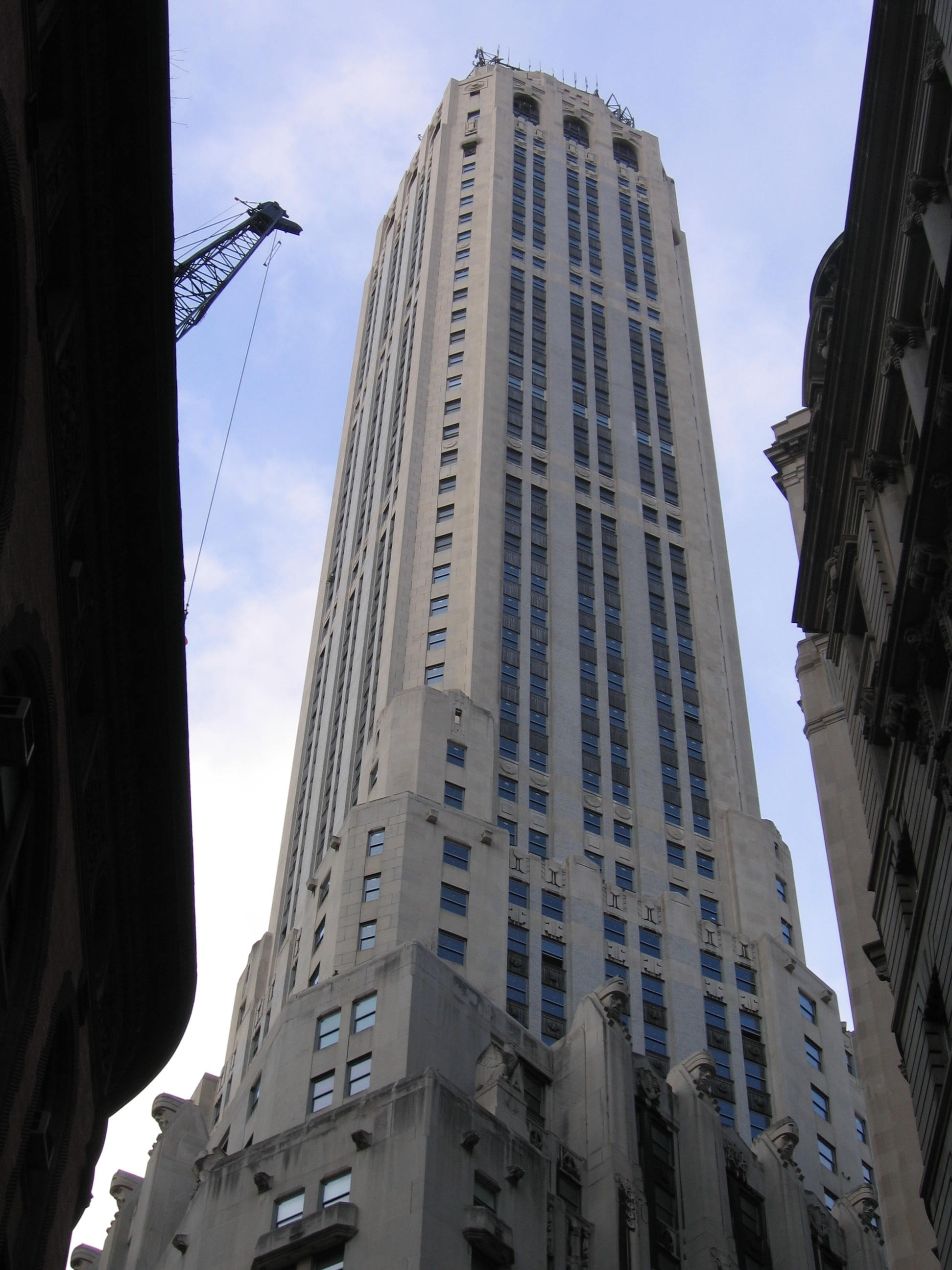
20 Exchange Place

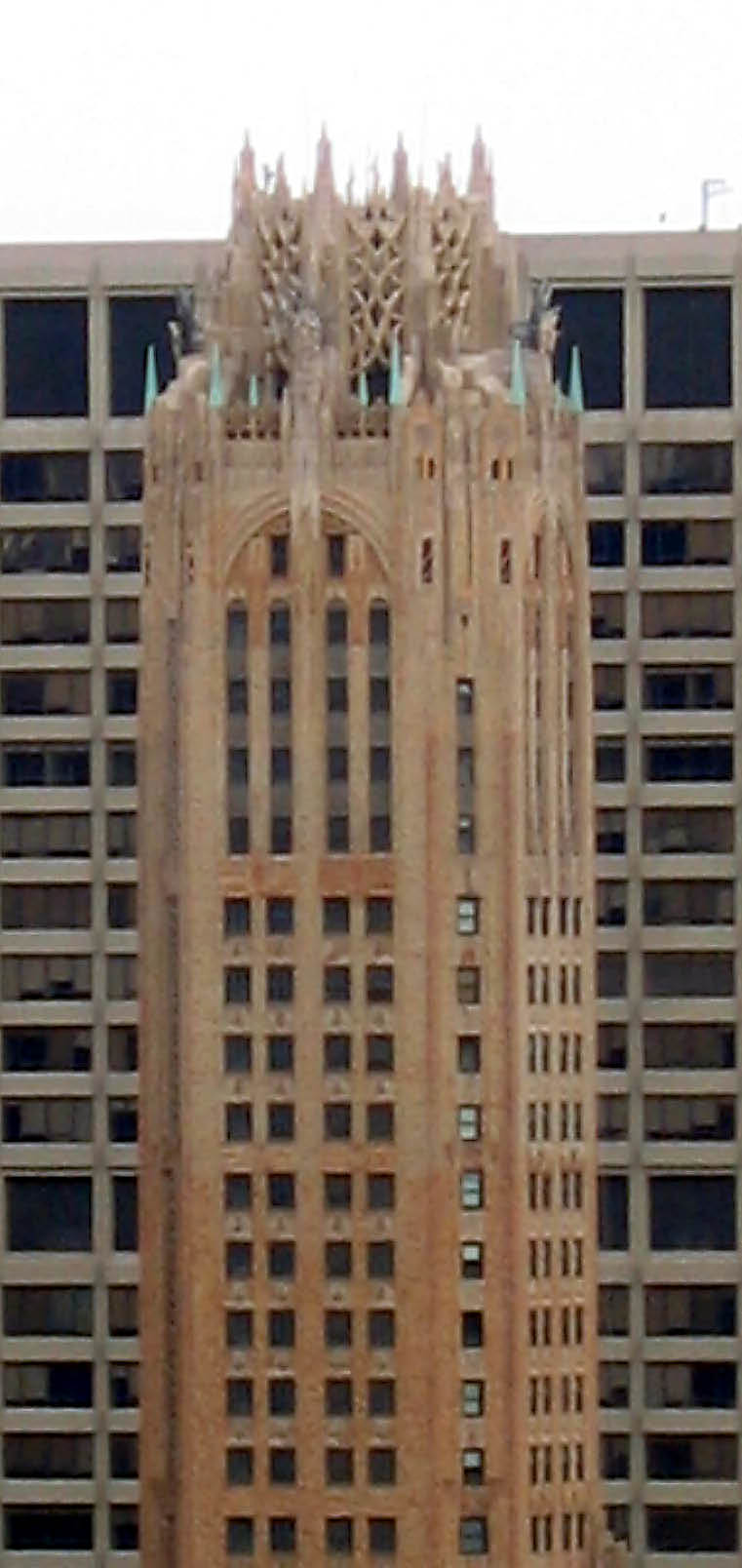
Edificio General Electric desde el sureste

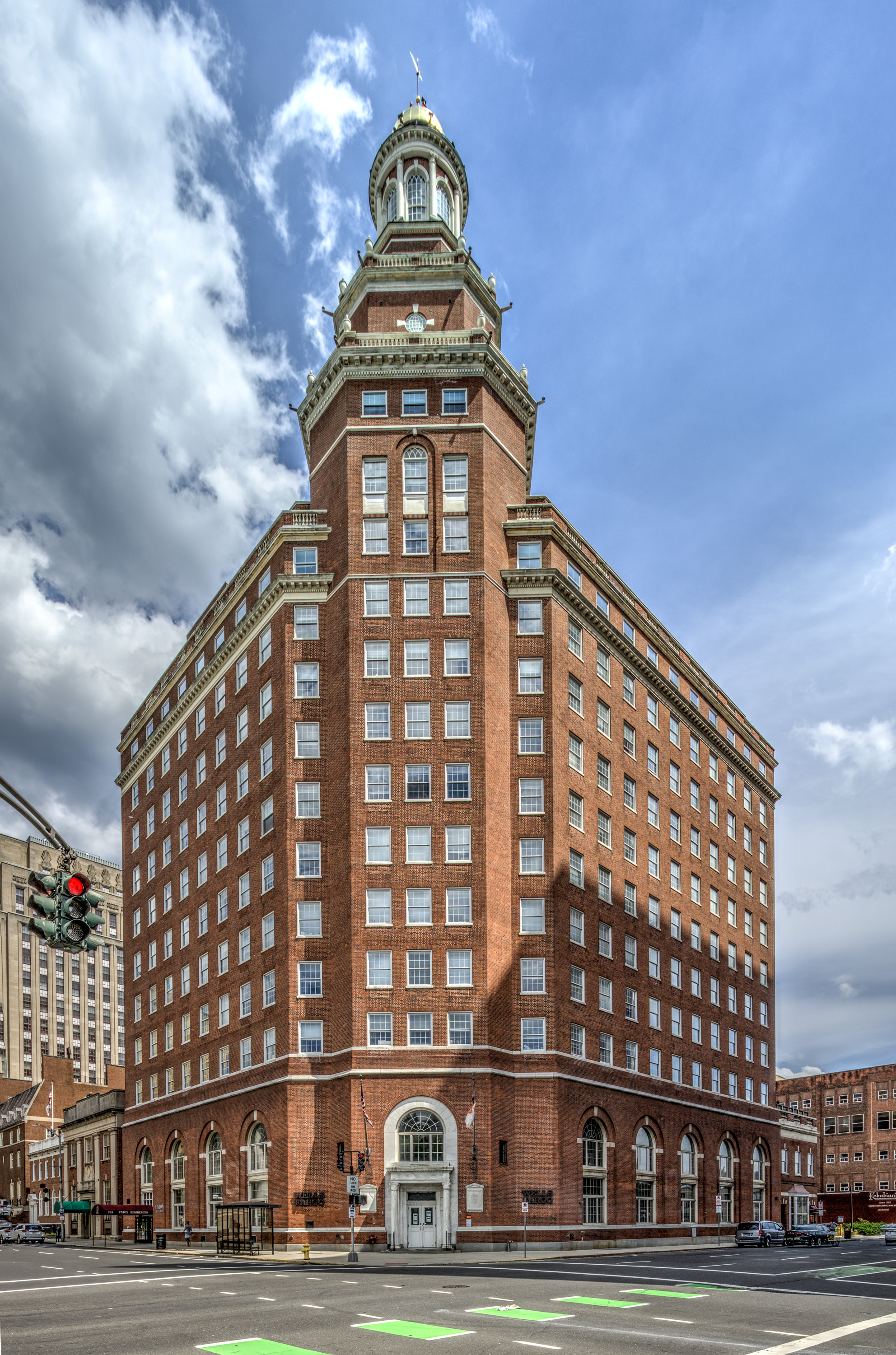
Union and New Haven Trust Building de New Haven

- 1 East 42nd Street, Nueva York, terminado en 1927.[5]
- 53 Park Place, Nueva York, terminado en 1922.[6]
- 123 East 53rd Street, (demolido 1953-1955 para construir 399 Park Avenue, la nueva sede del First National City Bank, hoy Citigroup)
- 155 East 72nd Street, Nueva York, terminado en 1928.[7]
- 405 Park Avenue, Nueva York, un edificio de apartamentos de 12 pisos, terminado en 1915 (completamente modificado en 1957).[8]
- 720 Park Avenue, con Rosario Candela, Nueva York, terminado en 1929.[9]
- Ampico Building, 29 West 57th Street, Nueva York, terminado en 1924.
- The Hangar Club (desde 1942 la Escuela Assisium y desde 2006 una residencia privada), 36 East 63rd Street, Nueva York, terminado en 1929.[10]
- Bank of America International, 37-41 Broad Street, Nueva York (originalmente Lee, Higginson & Company Bank Building)[11]
- Bank of the Manhattan Company, Bayside, Nueva York, completado en 1941.[12]
- Bayberry Land (Residencia Sabin), Southampton, Nueva York, terminado en 1918 (demolido en mayo de 2004).[2]
- Central Hanover Building, 335 Greenwich Street, Nueva York, terminado en 1931.[13]
- Manufacturers Hanover Trust Co., sucursal bancaria, 35 East 72nd Street, Nueva York, completada en 1931 (ahora sucursal bancaria de JP Morgan Chase).
- Manufacturers Trust Building, 1 East 57th Street, Nueva York, terminado en 1931 (ahora Louis Vuitton y muy modificado por el arquitecto Jun Aoki en 2004).[14]
- Iglesia de Notre Dame, 40 Morningside Drive, Nueva York, terminada en 1914.[15]
- 20 Exchange Place, Nueva York, terminado en 1931.[16]
- 90 Church Street, Nueva York, terminado en 1935.[17]
- Mansión de campo, Yorktown, Nueva York,
- Franklin Towers, Nueva York, terminado en 1931.[18]
- General Electric Building, 570 Lexington Avenue, Nueva York, terminado en 1931.[19]
- Harriman Building, 35-39 Broadway, Nueva York, terminado en 1928.[20][21]
- The Barclay Hotel (ahora InterContinental New York Barclay Hotel ), 111 East 48th Street, Nueva York, terminado en 1926.[22]
- Dr. Ernest Stillman House, ahora The Hewitt School, 45 East 75th Street, Nueva York, terminada en 1925.
- Aetna Building, 151 William Street, Nueva York, terminado en 1940 con Eggers & Higgins . Ahora Sistemas ILX. (La fachada ha sido muy alterada.)[23]
- McCutcheon Building, 609 Fifth Avenue, Nueva York, terminado en 1925. (Los dos pisos inferiores han sido alterados.)[24]
- Knapp Building, 383-385 Madison Avenue, Nueva York, terminado en 1923 (ahora demolido).
- Leigh Hall, Escuela de Música de Yale, New Haven, terminado en 1930.[25]
- The Links Club, 36-38 East 62nd Street, Nueva York, terminado en 1917.
- Residencia Edward S. Moore, Roslyn, Nueva York, terminada en 1922.
- Museo de Pintura No Objetiva, 24 East 54th Street, Nueva York
- One Sutton Place South con Rosario Candela, Nueva York, terminado en 1927.[26]
- Park Plaza Apartments, Worcester, MA, terminado en 1915.[27]
- Guaranty Trust Company of New York office, 4 Place de la Concorde, París, Francia,[28] completado en 1929.[29]
- Postum Building, 250 Park Avenue, Nueva York, terminado en 1924.[30]
- Edificio Stone & Webster, 90 Broad Street, Nueva York, terminado en 1931.[31]
- Tienda insignia de Tiffany & Co., 727 Fifth Avenue, Nueva York, terminada en 1940.[32]
- Union and New Haven Trust Building (ahora apartamentos "The Union") en New Haven Green, New Haven, terminado en 1927.
- Oficina Federal de Correos, Jamaica, Queens, completada en 1934.[33]
- Edificio Wiley, 434 Park Avenue South, Nueva York, terminado en 1913.[34]
- William Sloan House, 360 West 34th Street, Nueva York, terminado en 1930[35]
- Casa de Lewis Spencer Morris, 116-118 East 80th Street, Nueva York, terminada en 1923.
- Casa de George y Martha Whitney, 120 East 80th Street, Nueva York, terminada en 1930.[36]
- The Yorkgate, 25 East End Avenue, Nueva York, terminado en 1928.[37]